# 埃拉耶沃奥尔
埃拉耶沃奥尔（Elayavoor），是印度喀拉拉邦Kannur县的一个城镇。总人口31545（2001年）。

## 人口
该地2001年总人口31545人，其中男性14896人，女性16649人；0—6岁人口3217人，其中男1617人，女1600人；识字率85.89%，其中男性为86.80%，女性为85.08%。